# John Galsworthy
John Galsworthy (født 14. august 1867, død 31. januar 1933) var en britisk forfatter. 
Galsworthy skrev blandt andet noveller, skuespil og essays, men er først og fremmest berømt for romanserien Forsytesagaen (1906–21), som skildrer en typisk engelsk overklassefamilies liv i årene 1886-1926. Han blev tildelt Nobelprisen i litteratur i 1932.